# NGTS-4b
NGTS-4bははと座の方向に約920光年離れた位置にある橙色矮星NGTS-4を公転している太陽系外惑星である。2018年にチリ共和国のパラナル天文台で太陽系外惑星の観測を行っている次世代トランジットサーベイ(NGTS)を用いて観測を行ったウォーリック大学の研究チームが率いる国際研究グループによって発見された。

## 特徴
| 海王星 | NGTS-4b   |
| ------ | --------- |
| 海王星 | Exoplanet |

大きさは地球の3.18倍で、これは海王星よりも一回り小さい大きさであり、質量は地球の20.6倍とされている。主星からは約284万 kmから離れていないため、わずか約1.3日で軌道を公転しており、表面温度は1,650 K（1,377 ℃）に達している。これらの特性からNGTS-4bはミニ・ネプチューンやホット・ネプチューンに分類されると考えられている。密度は3.45 g/cm3と測定されており、これは組成が100%水で構成されている場合もしくは岩石質の核と揮発性の外被をまとっている場合の密度と一致している。
NGTS-4bは、惑星が主星の手前を通過することにより減光する様子から惑星を検出するトランジット法によって発見されたが、その主星の減光割合は0.13 ± 0.02 %しかなく、これまで地上からトランジット法で発見された惑星の中では最も小さい。この割合はそれまで地上からの観測で発見されていた、最も主星の減光割合が小さい惑星KELT-11bの30%程度であると推定されている。

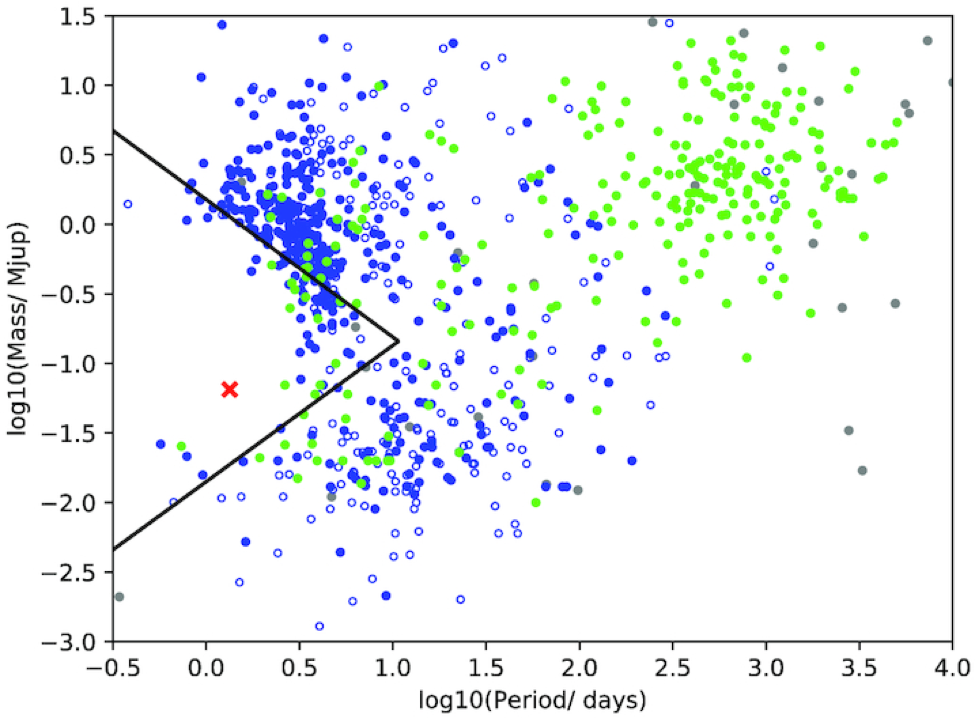
惑星の質量と公転周期の分布を示した図。縦軸が惑星の質量、横軸が公転周期を示している。赤い×印がNGTS-4bで、ほとんど惑星が分布していないネプチュニアン砂漠（黒三角内）に位置していることがわかる。

NGTS-4bの大きな特徴として、この惑星がこれまでほとんど海王星クラスの惑星が発見されることのなかった領域で発見されたことが挙げられる。この惑星がほとんど見られない領域はネプチュニアン砂漠（英語: Neptunian Desert）と呼ばれており、NGTS-4bほどの規模の惑星がネプチュニアン砂漠で発見されたのは初めてであった。従来まではこのような恒星からの距離が近い惑星は、恒星が放射する紫外線やX線の影響を受けて大気が蒸発してしまい、厚い大気を保持し続けることができず、最終的に岩石の核の部分だけが残されるとされている。そのため、海王星クラスの質量を持つ公転周期が4日未満の惑星は存在しないと考えられていた。しかし、NGTS-4bは海王星や天王星と同様にガスで出来た固有の大気を持っているとされている。NGTS-4bがネプチュニアン砂漠で厚い大気を持ったまま存在できている原因としては、この惑星が過去100万年以内という比較的最近の間に主星の近くに移動してきた可能性、もしくは本来はもっと大きな惑星であったが大気が蒸発して小型化している過程にある可能性が考えられる。実際にNGTS-4bは主星からの強い極紫外線（EUV）やX線の放射を受けており、大気蒸発に伴って質量が減少していくとされている。
NGTS-4bは、これまで海王星クラスの惑星がほとんど存在していなかった領域で発見されたことから、研究者からは「Forbidden planet（禁断の惑星、禁じられた惑星）」と呼ばれている。